# Partido Balcarce
Balcarce ist ein Partido im Osten der Provinz Buenos Aires in Argentinien. Laut einer Schätzung von 2019 hat der Partido 45.551 Einwohner auf 4.120 km². Der Verwaltungssitz ist die Stadt Balcarce. Der Partido ist benannt nach Antonio González Balcarce (1774–1819), einem argentinischen Militärkommandanten, Gouverneur von Buenos Aires und Oberster Direktor (Präsident) von Argentinien im Jahr 1816.
In Balcarce wurde der berühmte Rennfahrer Juan Manuel Fangio geboren und heute beherbergt der Ort das Museo Juan Manuel Fangio und das Autódromo Juan Manuel Fangio, eine Motorsportstrecke.

## Wirtschaft
Die Wirtschaft von Balcarce wird von der Landwirtschaft dominiert. Weitere wirtschaftliche Aktivitäten sind der Abbau von Mineralien und der Tourismus.